# Брюссельский договор (1656)
Брюссельский договор 1656 года (англ. Treaty of Brussels) — соглашение между королём Испании Филиппом IV и лидером английских роялистов Карлом II Стюартом. В обмен на помощь в возвращении на престол последний обещал внешнеполитическую помощь и уступки Испании.

## Предыстория
Изгнанные роялисты были близки к Франции, но после заключения в ноябре 1655 г. военного и торгового договора между Английской республикой во главе с Оливером Кромвелем и королевством были вынуждены покинуть страну. Карл уехал в Кёльн, а в марте 1656 года — в Брюссель в испанских Нидерландах, где и началось обсуждение будущего договора с королём Испании Филиппом IV.
Документ был подписан 2/12 апреля (по старому и новому стилям) 1656 года. Со стороны Стюарта его подписали граф Ормонда и Оссори Джеймс Батлер и граф Рочестера Генри Уилмот, а со стороны Филиппа IV — бывший посол в Англии Алонсо де Карденас и бывший военный губернатор Нидерландов и граф Фуэнсальданья Алонсо Перес де Виверо. Ратификация Филиппом произошла 5 июня в Мадриде, документ фактически обновил и расширил условия аналога 1630 года.

## Условия
В обмен на будущую военную поддержку Испании возвращению Карла II на престол он согласился оказать её военную поддержку в продолжающейся франко-испанской войне (1635—1659). Он также пообещал остановить английскую колонизацию Америки и вернуть любую захваченную у Испании республикой территорию. Также была обещана помощь в борьбе с попыткой Португалии восстановить независимость.

## Последствия
В 1657 г. Англия подписала Парижский договор с Францией, который официально закрепил развивающийся англо-французский союз. Союз Карла с Испанией ещё больше подорвал его поддержку среди англичан.
Тем не менее, значительное число роялистов присоединилось к Роялистской армии в изгнании во главе с его младшим братом и герцогом Йоркским Джеймсом. Большое количество ирландских солдат дезертировало из французской армии в надежде на возвращение в Англию, которая в 1658 г. во многом ослабла после поражения в битве при Дюнах и капитуляции Дюнкерка.
В 1659 г. Испания заключила мир с Францией Пиренейский мирный договор, а случившаяся годом ранее смерть Кромвеля не привела к немедленному краху республики.
В 1660 г. Карл вернул себе власть при поддержке Джорджа Монка. Однако отсутствие фактической помощи в этом со стороны Испании позволило монарху аннулировать документ.
При Карле англичане продолжили осваивать Америку. В 1662 г. он заключил династический брак с португалкой Екатериной Брагансской и отправил войско для поддержки борьбы её родины за независимость. Отнятые Англией у Испании до 1660 года территории были сохранены (Ямайка стала колонией), либо проданы (ставший французским Дюнкерк).